# 忘れられない恋
「忘れられない恋」（わすられないこい）は、YU-Aの4thシングルである。

## 収録曲
1. 忘れられない恋 
  - 作詞：YU-A／作曲：3rd Productions
2. 夏の思い出 
  - 作詞：YU-A／作曲：3rd Productions
3. 忘れられない恋 (instrumental)
4. 夏の思い出 (instrumental)